# 亚高山冷水花
亚高山冷水花（学名：Pilea racemosa）为荨麻科冷水花属的植物。分布于印度、不丹、尼泊尔、锡金以及中国大陆的四川、云南、西藏等地，生长于海拔2,200米至5,400米的地区，见于林下潮湿长苔藓的腐殖质土及石上，目前尚未由人工引种栽培。